# ISE-100
L'ISE-100 est le principal indice boursier de la bourse d'Istanbul.

## Composition
Au 1er avril 2011, l'ISE-100 se composait des titres suivants:
| Symbole   | Société                                  | Secteur                   | Poids indiciel |
| --------- | ---------------------------------------- | ------------------------- | -------------- |
| ADNAC TI  | Adana Cimento Sanayii                    | Matériaux de construction | 0,06 %         |
| SASA TI   | Advansa Sasa Polyester Sanayi            | Chimie                    | 0,15 %         |
| AFYON TI  | Afyon Cimento Sanayi                     | Matériaux de construction | 0,14 %         |
| AKBNK TI  | Akbank                                   | Banque                    | 8,61 %         |
| AKENR TI  | Akenerji Elektrik Uretim                 | Production d'électricité  | 0,32 %         |
| AKSA TI   | Aksa Akrilik Kimya Sanayii               | Chimie                    | 0,24 %         |
| AKSEN TI  | Aksa Enerji Uretim                       | Matériaux électriques     | 0,13 %         |
| AKGRT TI  | Aksigorta                                | Assurance                 | 0,21 %         |
| ALARK TI  | Alarko Holding                           | Conglomérat               | 0,19 %         |
| AEFES TI  | Anadolu Efes Biracilik Ve Malt Sanayii   | Agroalimentaire           | 3,47 %         |
| ANSGR TI  | Anadolu Sigorta                          | Assurance                 | 0,19 %         |
| ANELE TI  | Anel Elektrik Proje Taahhut ve Ticaret   | Construction              | 0,11 %         |
| ARCLK TI  | Arçelik                                  | Électroménager            | 1,16 %         |
| ASELS TI  | Aselsan Elektronik Sanayi Ve Ticaret     | Aérospatiale              | 0,27 %         |
| ASYAB TI  | Asya Katilim Bankasi                     | Banque                    | 1,33 %         |
| AYGAZ TI  | Aygaz                                    | Énergie                   | 0,67 %         |
| BAGFS TI  | Bagfas Bandirma Gubre Fabrik             | Chimie                    | 0,29 %         |
| BANVT TI  | Banvit Bandirma Vitaminli Yem Sanayii    | Agroalimentaire           | 0,09 %         |
| BJKAS TI  | Besiktas Futbol Yatirimlari Sanayi ve Ti | Médias                    | 0,13 %         |
| BIMAS TI  | BIM Birlesik Magazalar                   | Agroalimentaire           | 3,43 %         |
| BOYNR TI  | Boyner Buyuk Magazacilik                 | Distribution              | 0,11 %         |
| BRISA TI  | Brisa Bridgestone Sabanci Sanayi ve Tica | Automobile                | 0,13 %         |
| DEVA TI   | Deva Holding                             | Pharmaceutique            | 0,09 %         |
| DOCO TI   | DO & CO Restaurants & Catering           | Hôtellerie                | 0,11 %         |
| DOHOL TI  | Doğan Holding                            | Conglomérat               | 0,73 %         |
| DYHOL TI  | Dogan Yayin Holding                      | Médias                    | 0,36 %         |
| DOAS TI   | Dogus Otomotiv Servis ve Ticaret         | Distribution              | 0,32 %         |
| ECZYT TI  | Eczacibasi Yatirim Holding Ortakligi     | Conglomérat               | 0,14 %         |
| EGGUB TI  | EGE Gubre Sanayii                        | Chimie                    | 0,10 %         |
| EGSER TI  | EGE Seramik Sanayi ve Ticaret            | Matériaux de construction | 0,07 %         |
| ECILC TI  | EIS Eczacibasi Ilac ve Sinai ve Finansal | Pharmaceutique            | 0,36 %         |
| EKGYO TI  | Emlak Konut Gayrimenkul Yatirim Ortaklig | Immobilier                | 1,57 %         |
| ENKAI TI  | Enka Insaat ve Sanayi                    | Conglomérat               | 1,49 %         |
| EREGL TI  | Eregli Demir ve Celik Fabrikalari        | Minier                    | 1,39 %         |
| EREGLY TI | Eregli Demir ve Celik Fabrikalari        | Minier                    | 0,45 %         |
| FENER TI  | Fenerbahce Sportif Hizmetleri Sanayi ve  | Médias                    | 0,30 %         |
| FROTO TI  | Ford Otomotiv Sanayi AS                  | Automobile                | 0,83 %         |
| GARAN TI  | Garanti Bank                             | Banque                    | 13,82 %        |
| GSRAY TI  | Galatasaray Sportif Sinai ve Ticari Yati | Médias                    | 0,17 %         |
| GLYHO TI  | Global Yatirim Holding                   | Conglomérat               | 0,21 %         |
| GOLDS TI  | Goldas Kuyumculuk Sanayi Ithalat Ve Ihra | Textile                   | 0,08 %         |
| GOLTS TI  | Goltas Goller Bolgesi Cimento Sanayi ve  | Matériaux de construction | 0,14 %         |
| GOODY TI  | Goodyear Lastikleri Turk                 | Automobile                | 0,11 %         |
| GSDHO TI  | GSD Holding                              | Banque                    | 0,15 %         |
| GUBRF TI  | Gubre Fabrikalari                        | Chimie                    | 0,27 %         |
| SAHOL TI  | Haci Omer Sabanci Holding                | Services Financiers       | 6,15 %         |
| HURGZ TI  | Hurriyet Gazetecilik                     | Médias                    | 0,22 %         |
| IHEVA TI  | Ihlas EV Aletleri                        | Électroménager            | 0,19 %         |
| IHGZT TI  | Ihlas Gazetecilik                        | Médias                    | 0,08 %         |
| IHLAS TI  | Ihlas Holding                            | Conglomérat               | 0,64 %         |
| IHYAY TI  | Ihlas Yayin Holding                      | Médias                    | 0;09 %         |
| IPMAT TI  | Ipek Matbacilik Sanayi Ve Ticaret        | Papier                    | 0,16 %         |
| ISFIN TI  | Is Finansal Kiralama                     | Services Financiers       | 0,15 %         |
| ISGYO TI  | Is Gayrimenkul Yatirim Ortakligi         | Immobilier                | 0,32 %         |
| ISYHO TI  | Isiklar Yatirim Holding                  | Papier                    | 0,09 %         |
| ITTFH TI  | Ittifak Holding                          | Conglomérat               | 0,14 %         |
| IZMDC TI  | Izmir Demir Celik Sanayi                 | Minier                    | 0,11 %         |
| KRDMD TI  | Kardemir Karabuk Demir Celik Sanayi ve   | Minier                    | 0,44 %         |
| KARSN TI  | Karsan Otomotiv Sanayii Ve Ticaret       | Automobile                | 0,13 %         |
| KARTN TI  | Kartonsan Karton Sanayi ve Ticaret       | Papier                    | 0,14 %         |
| KCHOL TI  | Koç Holding                              | Conglomérat               | 3,65 %         |
| KONYA TI  | Konya Cimento Sanayii                    | Matériaux de construction | 0,19 %         |
| KOZAL TI  | Koza Altin Isletmeleri                   | Minier                    | 0,68 %         |
| KOZAA TI  | Koza Anadolu Metal Madencilik Isletmeler | Minier                    | 0,38 %         |
| MARTI TI  | Marti Otel Isletmeleri AS                | Hotellerie                | 0,05 %         |
| METRO TI  | Metro Ticari ve Mali Yatirimlar Holding  | Agroalimentaire           | 0,22 %         |
| METROY TI | Metro Ticari ve Mali Yatirimlar Holding  | Agroalimentaire           | 0,12 %         |
| MGROS TI  | Migros Ticaret                           | Agroalimentaire           | 0,12 %         |
| TIRE TI   | Mondi Tire Kutsan Kagit Ve Ambalaj Sanay | Papier                    | 0,11 %         |
| NTHOL TI  | NET Holding                              | Immobilier                | 0,16 %         |
| NTTUR TI  | Net Turizm Ticaret ve Sanayi             | Distribution              | 0,11 %         |
| NETAS TI  | Nortel Networks Netas Telekomunikasyon   | Télécommunications        | 0,25 %         |
| PRKME TI  | Park Elektrik Uretim Madencilik Sanayi v | Minier                    | 0,18 %         |
| PEGYOY TI | Pera Gayrimenkul Yatirim Ortakligi       | Immobilier                | 0,02 %         |
| PETKM TI  | Petkim Petrokimya Holding                | Chimie                    | 0,76 %         |
| PTOFS TI  | Petrol Ofisi                             | Distribution              | 0,15 %         |
| RHEAG TI  | Rhea Girisim                             | Conglomérat               | 0,05 %         |
| SKBNK TI  | Sekerbank                                | Banque                    | 0,19 %         |
| SNGYO TI  | Sinpas Gayrimenkul Yatirim Ortakligi     | Immobilier                | 0,37 %         |
| TAVHL TI  | TAV Havalimanlari Holding                | Construction              | 1,01 %         |
| TEKTU TI  | Tek Art Insaat Ticaret Turizm Sanayi ve  | Hotellerie                | 0,09 %         |
| TKFEN TI  | Tekfen Holding                           | Construction              | 0,74 %         |
| TEKST TI  | Tekstil Bankasi                          | Banque                    | 0,07 %         |
| KIPA TI   | Tesco Kipa                               | Distribution              | 0,06 %         |
| TOASO TI  | Tofaş                                    | Automobile                | 0,98 %         |
| TRGYO TI  | Torunlar Gayrimenkul Yatirim Ortakligi   | Immobilier                | 0,20 %         |
| TSPOR TI  | Trabzonspor Sportif Yatirim ve           | Médias                    | 0,13 %         |
| TRKCM TI  | Trakya Cam Sanayi                        | Matériaux de construction | 0,58 %         |
| TUPRS TI  | Tüpraş                                   | Énergie                   | 5,33 %         |
| TEBNK TI  | Turk Ekonomi Bankasi                     | Banque                    | 0,45 %         |
| TEBNKY TI | Turk Ekonomi Bankasi                     | Banque                    | 0,13 %         |
| THYAO TI  | Turk Hava Yollari                        | Transport aérien          | 2,05 %         |
| TTKOM TI  | Turk Telekomunikasyon                    | Télécommunications        | 3,35 %         |
| TTRAK TI  | Türk Traktör                             | Machinerie                | 0,37 %         |
| TCELL TI  | Turkcell Iletisim Hizmet                 | Télécommunications        | 4,84 %         |
| HALKB TI  | Turkiye Halk Bankasi                     | Banque                    | 3,58 %         |
| ISCTR TI  | Türkiye İş Bankası                       | Banque                    | 6,41 %         |
| TSKB TI   | Turkiye Sinai Kalkinma Bankasi           | Banque                    | 0,70 %         |
| SISE TI   | Turkiye Sise ve Cam Fabrikalari          | Électroménager            | 1,16 %         |
| VAKBN TI  | Turkiye Vakiflar Bankasi Tao             | Banque                    | 2,29 %         |
| ULKER TI  | Ülker                                    | Agroalimentaire           | 0,33 %         |
| VESTL TI  | Vestel                                   | Électroménager            | 0,19 %         |
| YKBNK TI  | Yapi ve Kredi Bankasi                    | Banque                    | 3,32 %         |
| ZOREN TI  | Zorlu Enerji Elektrik Uretim             | Électricité               | 0,11 %         |